# 李宏泰
李宏泰（？—1998年），北韓前社會安全部次長及朝鮮人民軍大將。他被於1998年期間在金正日剛剛繼承最高領導人之任時與國家安全保衛部第一副部長金令正發動武力政變，但事蹟敗露。事後，他被處死。經歷國家安全保衛部和社會安全部的叛變後，原來用作監視軍隊的國安部和社安部反成為軍隊監視的對象。

## 資料來源
1. 1 2 3  "峰會移轉國際注意力 掩飾黃海戰敗之恥 " 《中國時報》 2000 6 12